# Слуга двух господ
«Слуга двух господ» — комедия Карло Гольдони. Написана для труппы Медебака, которая представила комедию в Милане в 1749 году. Огромный успех имела постановка труппы Имера в Венеции в 1754 году с Антонио Сакки в роли Труффальдино.

## Сюжет
В доме венецианского купца Панталоне праздник — дочь Клариче выходит замуж за благородного синьора Сильвио Ломбарди. В разговоре с его отцом, своим сватом доктором Ломбарди, и кумом Бригеллой Панталоне вспоминает, что Клариче обещана другому — Федерико Распони, давнему другу его семьи из Турина. Но тот, к несчастью, был убит на поединке. Бригелла с горечью вспоминает Федерико и его сестру, с которыми был знаком во время жизни в Турине.
Внезапно заходит молодой слуга Труффальдино, который сообщает о визите своего хозяина — того самого Федерико! Все в шоке; несчастному Труффальдино объясняют, что Федерико умер. Тот уходит проверить и вскоре возвращается с претензиями — его хозяин жив-живёхонек! Доктор Ломбарди предлагает позвать хозяина Труффальдино, все соглашаются. 
Входит Федерико и предъявляет все документы, подтверждающие, что это действительно он. Только Бригелла видит, что это никакой не Федерико, а его переодетая сестра Беатриче. Однако за обещанную плату он соглашается её не выдавать. Панталоне объявляет о расторжении помолвки Сильвио и Клариче. Сильвио в гневе; он не намерен уступать.
Ожидая хозяина возле гостиницы Бригеллы, Труффальдино возмущается, что его до сих пор не накормили. Тут он видит другого синьора с носильщиком и помогает им донести до гостиницы сундук, а затем нанимается в слуги и к этому синьору, надеясь на двойное жалованье. Второй хозяин Труффальдино — Флориндо Аретузи, жених Беатриче, вынужденный бежать из Турина после гибели Федерико, с которым был в ссоре: именно его подозревают в убийстве. Беатриче приехала в Венецию, чтобы его разыскать, но Труффальдино ничего этого не знает.
Хозяева отправляют своего слугу на почту. Но по дороге Труффальдино сталкивается с Сильвио, который требует позвать хозяина. Слуга, не зная, кого позвать, зовёт не того, кого надо было — Флориндо, который первым попался ему под руку. Сильвио и Флориндо, однако, быстро находят общий язык. Узнав о том, что Федерико жив, шокированный Флориндо намеревается вернуться в Турин к Беатриче.
Тем временем Труффальдино возвращается с почты, неся письма. Но читать он не умеет и не знает, что кому отдать. Флориндо вскрывает и читает адресованное Беатриче письмо и понимает, что она в Венеции. Он возвращает письмо Труффальдино, который говорит, что должен передать его своему приятелю Пасквале (которого на самом деле не существует). А Беатриче, которая возмущается вскрытым письмом, Труффальдино сообщает, что по ошибке решил: это письмо для него.
Панталоне передаёт Труффальдино деньги для Беатриче; тот по ошибке передаёт их Флориндо. Сама же Беатриче встречается с Клариче и открывает ей свою тайну. В дом Панталоне приходит доктор Ломбарди; они ссорятся. Затем туда врывается Сильвио и после перебранки пытается напасть на Панталоне со шпагой. На крики о помощи появляется Беатриче и дерется с Сильвио, но тут появляется Клариче и прерывает поединок. Со словами, что щадит противника ради нее, Беатриче уходит. Между Сильвио и Клариче происходит ссора, которая едва не приводит к самоубийству девушки, но служанке Смеральдине удаётся предотвратить трагедию.
Труффальдино готовится подавать обед хозяевам; при этом он спорит с Бригеллой, как лучше расставлять блюда, и для наглядности рвёт на куски важный вексель! Но, к счастью, Панталоне соглашается выписать новый. А деньги, которые Флориндо велел спрятать в сундук, наконец попадают куда надо. Бедному слуге приходится прислуживать за обедом сразу двум господам; однако, ему это удаётся.
Только Труффальдино садится обедать, как к нему приходит Смеральдина с запиской для Беатриче. Труффальдино признаётся ей в любви, та отвечает взаимностью. Они вскрывают записку, но не могут её прочесть. Труффальдино отдаёт записку хозяйке и получает от неё взбучку — за то, что опять вручил ей распечатанное письмо. Свидетелем этого становится Флориндо, который не понимает, за что поколотили его слугу. Тот пытается выкрутиться, но в результате получает взбучку и от второго хозяина! 
Проветривая платье хозяев, Труффальдино путает сундуки и вручает первому хозяину (то есть хозяйке) вещи второго, а второму — вещи первого. В очередной раз пытаясь выкрутиться, он говорит каждому, что эти вещи принадлежали его покойному хозяину. Флориндо и Беатриче в ужасе; они решают покончить с собой, а Бригелла пытается их остановить. Увидев друг друга, Флориндо и Беатриче радуются. 
Панталоне, ставший свидетелем раскрытия тайны, спешит домой — порадовать Сильвио и доктора Ломбарди. Доктор слушать не хочет, а вот до Сильвио быстро доходит, в чём дело. Он счастлив. Сватам с трудом удаётся помирить жениха и невесту.
Труффальдино грозит очередная взбучка, но он говорит каждому хозяину, что другому служит Пасквале. Он просит посватать за него Смеральдину, хозяева соглашаются. Все отправляются в дом Панталоне, но во время сватовства запутываются, за чьего слугу должна выйти Смеральдина. Труффальдино вынужден сознаться: он — слуга двух господ. К тому же из полученного им письма для Беатриче выясняется, что убийца Федерико Распони найден и арестован (момент с письмом есть только в переводе М. Гальперина). На радостях хозяева прощают слугу, и все весело празднуют три свадьбы.

## Действующие лица
- Труффальдино Батточио, слуга Беатриче, затем и Флориндо, родом из Бергамо, жених Смеральдины.
- Беатриче Распони из Турина, беглянка из Турина в мужском костюме, под именем своего брата Федерико, невеста Флориндо, хозяйка Труффальдино.
- Флориндо Аретузи, беглец из Турина, жених Беатриче, хозяин Труффальдино.
- Клариче деи Бизоньози, дочь Панталоне, невеста Сильвио.
- Сильвио Ломбарди, сын доктора Ломбарди, жених Клариче.
- Панталоне деи Бизоньози, венецианский купец, отец Клариче.
- Доктор Ломбарди, отец Сильвио.
- Смеральдина, невеста Труффальдино, служанка Панталоне.
- Бригелла, друг Беатриче и Федерико, хозяин гостиницы.
- Слуга Панталоне.
- Слуга в гостинице.
- Двое носильщиков.
- Другие слуги (без слов).
- Капитан гвардейцев.
- Гвардейцы (Капитан и гвардейцы в оригинальной пьесе отсутствуют).

## Экранизации
- «Слуга двух господ». Телеверсия спектакля Большого драматического театра (СССР, 1953, режиссёр Адольф Бергункер, оператор Александр Ксенофонтов, худ. Алексей Рудяков, Алексей Федотов, комп. Владимир Дешевов, звукооператор Арнольд Шаргородский.  В ролях — Михаил Иванов (Труффальдино), Иван Пальму (Панталоне), Людмила Макарова (Клариче), Борис Рыжухин, Лев Семенов, Инна Ефремова, Владислав Стржельчик, Ольга Овчаренко).
- «Арлекино, слуга двух господ». Телеверсия спектакля Пикколо-театра (Италия, 1955, режиссёр Джанкарло Галасси Берия, в роли Арлекино — Марчелло Моретти).
- «Арлекино, слуга двух господ». Телеверсия спектакля Пикколо-театра (Италия, 1963, режиссёр Джорджо Стрелер, в роли Арлекино — Ферруччо Солери).
- «Труффальдино из Бергамо» (СССР, 1976, режиссёр Владимир Воробьев, в роли Труффальдино — Константин Райкин).
- «Слуга двух господ» (Швеция, 2011, режиссёр Петер Лангдаль, в роли Труффальдино — Морган Аллинг).